# Оме
 Тази статия е за японския град.  За градчето в Северна Италия вижте Оме (Италия).  
Оме е град в префектура Токио, Япония. Населението му е 134 857 жители (по приблизителна оценка от октомври 2018 г.), а площта му e 103,26 км2. Намира се в часова зона UTC+9. Основан е през 1951 г. В границите на града има 10 жп гари. Градът е кръстен на вид японска праскова.